# Société nationale des chemins de fer du Sénégal
La société nationale des chemins de fer du Sénégal est l'entreprise nationale du pays de sa création en 1989 à sa dissolution en 2009.

## Historique
Avec l’avènement de l’indépendance du Mali et du Sénégal, après l’éclatement de la Fédération du Mali, le 20 août 1960 , l’ancienne Régie des Chemins de fer de l’Afrique de l’Ouest est scindée en deux compagnies distinctes, la Régie des Chemins de Fer du Mali (RCFM) et la Régie Sénégalaise. Le 12 octobre 1989, la Régie Sénégalaise devient la Société nationale des chemins de fer du Sénégal .
Le 1er octobre 2003, la ligne de Dakar-Bamako est remise à son concessionnaire, ce qui a pour conséquence le transfert d'une partie des biens de la SNCS. Depuis cette époque la SNCS est en difficulté et doit faire face à de nombreuses procédures judiciaires de la part de ses créanciers. Le 23 janvier 2009, la société est dissoute par une loi qui est présentée comme un moyen « d'assainir le secteur du chemin de fer au Sénégal ».